# The Game (singel)
The Game – czwarty singel amerykańskiej, Nu metalowej grupy Disturbed.

## Lista utworów
1. "The Game" – 3:47